# Gibson ES-150
Gibson ES-150 je kytara vyráběná v Gibson Guitar Corporation v letech 1936–1941.
Obecně je uznávána jako první komerčně úspěšná elektrická kytara ve španělském stylu na světě. ES je zkratka pro Electric Spanish a Gibson jej označil jako „150“, protože jeho cenu (ve svazku nástroje/zesilovače/kabelu) na přibližně 150 dolarů (ekvivalent 2 800 dolarů v roce 2020). Zvláštní zvuk nástroje vzešel z kombinace specifického úzkého snímače a jeho umístění a celkové konstrukce kytary. Stala se slavnou z velké části díky podpoře od významných kytaristů včetně Charlieho Christiana. Poté, co ji Gibson představil v roce 1936, se okamžitě stala populární v jazzových orchestrech. Na rozdíl od obvyklých akustických kytar v dobových jazzových kapelách byla dostatečně hlasitá, aby zaujala výraznější postavení v souborech. Gibson vyráběl kytaru s menšími obměnami až do roku 1940, kdy označení ES-150 (dále jen „V2“) označovalo model s jinou konstrukcí a snímačem.